# Grafeen

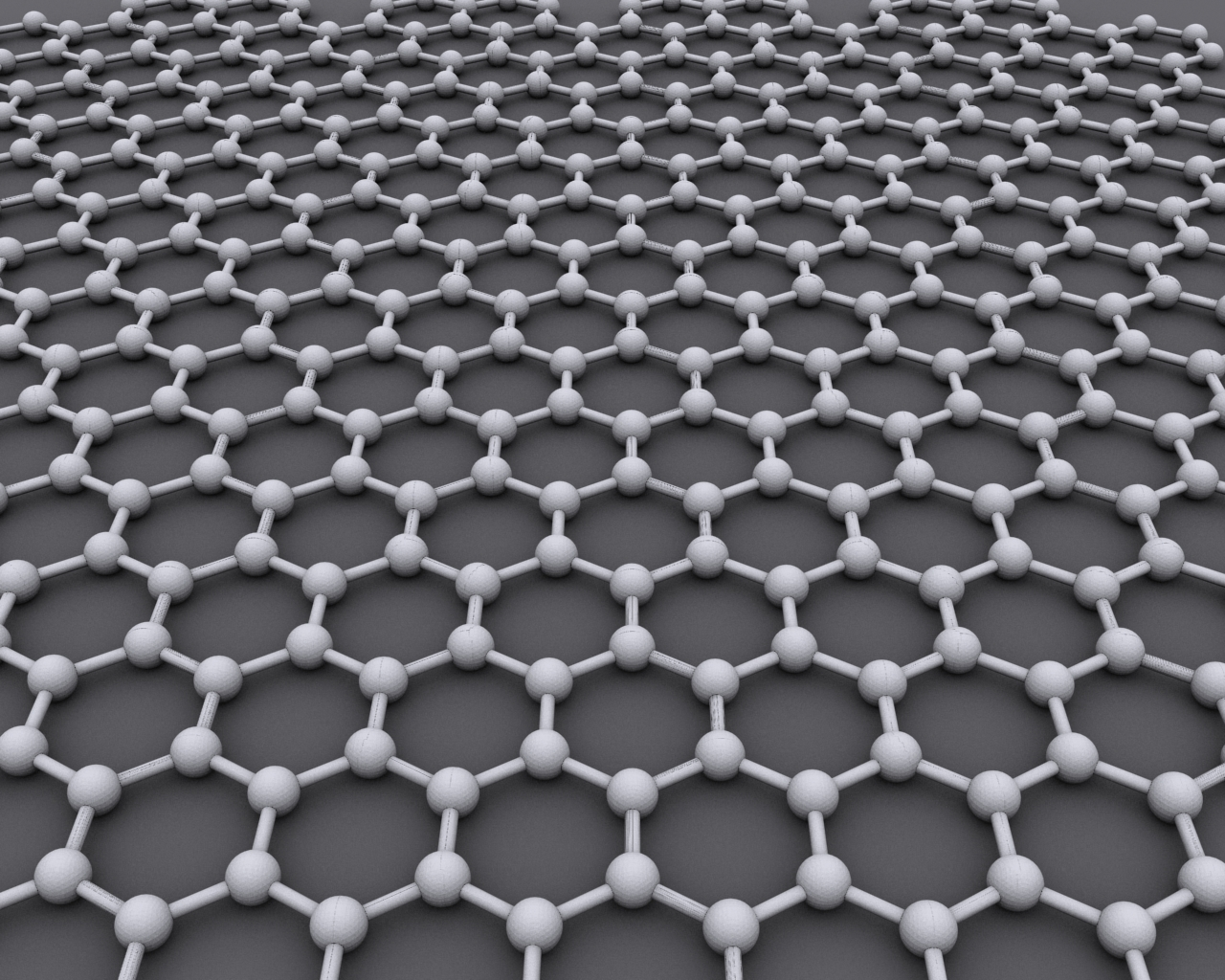
Grafeen

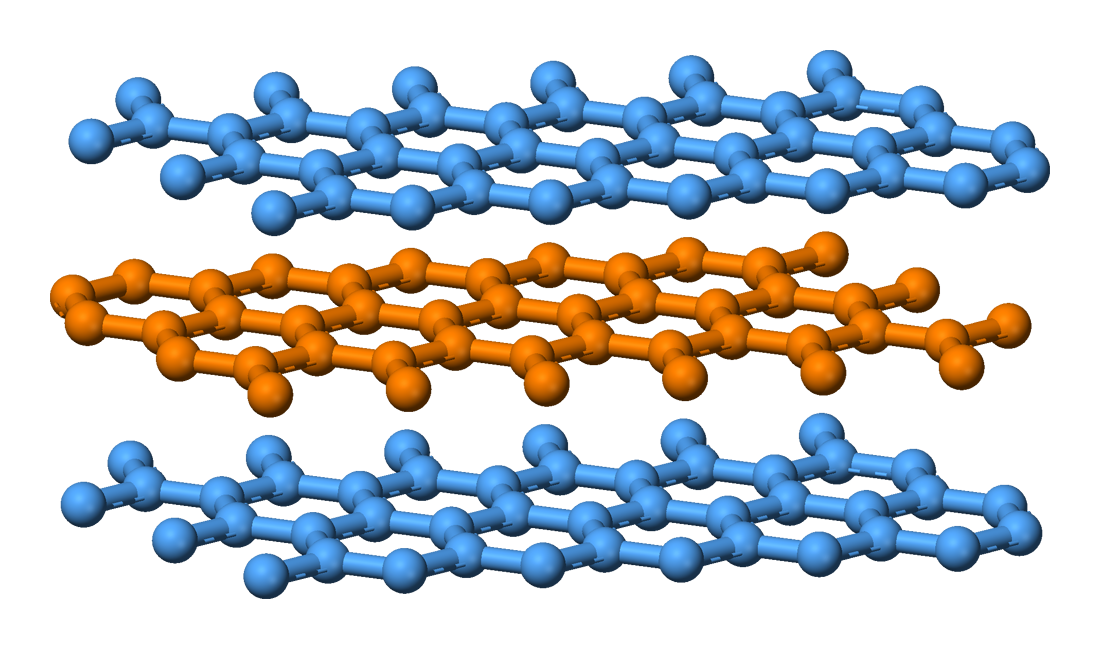
Grafiet kan worden gezien als een stapeling van grafeenlagen

Grafeen is een tweedimensionaal materiaal dat bestaat uit een enkele laag koolstofatomen gerangschikt op een rooster met een hexagonale (honingraat)structuur. Het is het basiselement van andere koolstof-allotropen. Zo bestaat grafiet uit opeengestapelde lagen grafeen en zijn koolstofnanobuizen cilinders van grafeen.
Grafeen is meer dan tweehonderd keer sterker dan staal, een uitstekende thermische en elektrische geleider, flexibel, zeer dun en transparant. Dit maakt het potentieel geschikt voor een breed scala aan toepassingen.
In 2004 slaagden Andre Geim en Konstantin Novoselov er als eersten in een laag grafeen te isoleren. Hiervoor, en voor hun onderzoek naar de eigenschappen van grafeen, ontvingen zij in 2010 de Nobelprijs voor Natuurkunde.

## Eigenschappen

### Structuur
Grafeen is een monoatomaire laag koolstof gerangschikt in een hexagonaal rooster. Ieder atoom op het rooster gaat vier bindingen aan, waarvan drie sigma-bindingen met de naastgelegen atomen en één uit het vlak gerichte pi-binding. Alle atomen in grafeen zijn sp2-gehybridiseerd, het is dus een aromatische verbinding.
De bindingslengte tussen de koolstofatomen is 0,142 nm. De afstand tussen de verschillende lagen grafeen die samen grafiet vormen is 0,335 nm.
Een eenheidscel grafeen bevat twee koolstofatomen en heeft een oppervlakte van 0,052 nm2. Hieruit volgt dat de dichtheid gelijk is aan 0,77 mg/m2.

### Optisch
Grafeen absorbeert 2,3% van de lichtintensiteit, onafhankelijk van de golflengte van het invallende licht. Dit is gelijk aan π·α, waarbij α de fijnstructuurconstante is.
Deze lage mate van opaciteit van grafeen is het gevolg van de ongewone elektronische structuur.

### Mechanisch
Met een treksterkte van 1,25 × 1011 Pa en elasticiteitsmodulus van 1 TPa is grafeen het sterkste materiaal dat ooit getest is, meer dan honderd keer sterker dan het sterkste staal. Grafeen is elastischer dan ieder ander kristal en kan tot 20% worden uitgerekt. Het krimpt bij toenemende temperatuur onafhankelijk van de begintemperatuur.
Tot slot is grafeen zowel plooibaar als broos, een ogenschijnlijke tegenstelling maar toch worden deze eigenschappen op de een of andere manier gecombineerd in grafeen.

### Elektrisch
Grafeen is een halfgeleider zonder bandkloof. Dit houdt in dat de valentie en geleidende energiebanden elkaar raken op het Fermi-niveau. Dit gebeurt op zes verschillende punten gelegen op de grens van de Brillouinzone.
De toestandsdichtheid op het Fermi-niveau is gelijk aan nul. Hierdoor is de elektrische geleidbaarheid van intrinsiek (niet gemodificeerd) grafeen vrij laag. Deze geleidbaarheid kan echter aangepast worden door het materiaal te doteren. Dit kan door middel van adsorptie of met behulp van een elektrisch veld. De geleidbaarheid van gedoteerd grafeen is vele malen hoger dan van intrinsiek grafeen.
Grafeen is een van de snelste halfgeleiders: zo'n honderd keer sneller dan silicium. 
In 2017, in 2020 bevestigd en geanalyseerd, hebben onderzoekers aangetoond dat grafeen zelfs kan worden gemodificeerd tot een supergeleider bij kamertemperatuur.

### Dispersierelatie
Op de punten waar de valentie en geleidende banden elkaar raken, geldt een lineaire dispersierelatie. Omdat de effectieve massa van zowel gaten als elektronen wordt bepaald door de kromming van de dispersierelatie, gedragen deze zich hier als massaloze deeltjes die niet door de schrödingervergelijking worden beschreven, maar door een tweedimensionale equivalent van de diracvergelijking voor massaloze fermionen. Daardoor worden deze punten de diracpunten genoemd.
Deze bijzondere dispersierelatie is ook verantwoordelijk voor het ongewone kwantum-hall-effect in grafeen dat al bij kamertemperatuur zichtbaar is.

### Thermisch
Grafeen is een zeer goede thermische geleider, hoewel de gemeten waarden voor de geleidbaarheid uiteenlopen. De eerste metingen van grafeen gaven de extreem hoge waarde van 5000 W·m−1·K−1 aan voor de thermische geleidbaarheid. Verder onderzoek betwijfelde dit echter, en nu worden waarden in een gebied van 2000-4000 W·m−1·K−1 bij kamertemperatuur gemeten. Dat maakt grafeen nog altijd tot een van de best warmtegeleidende materialen. Hogere waardes worden gemeten bij zuiverder grafeen terwijl waarden aan de onderkant van het spectrum impliceren dat er meer onzuiverheden aanwezig zijn in het materiaal.

## Productie
De twee voornaamste manieren om grafeen te produceren zijn het mechanisch splijten van grafiet, zodat er uiteindelijk een enkele laag grafeen overblijft, en het 
epitaxaal kweken van grafeen op een substraat.

### Afschilfering
Met deze techniek slaagden Geim en Novoselov er in 2004 voor het eerst in een enkele laag grafeen te isoleren. Ze gebruikten plakband om lagen grafeen van grafiet te verwijderen. Om uiteindelijk een enkele laag grafeen over te houden dient dit proces meerdere keren herhaald te worden. Als het proces afgerond is, worden de stukjes gewonnen grafeen op siliconen geplaatst. 
Hoewel deze methode zeer tijdsintensief is wordt ze nog steeds veelvuldig gebruikt omdat het een relatief eenvoudige manier is om grafeen van hoge kwaliteit te verkrijgen. Dit maakt het met name geschikt voor fundamenteel onderzoek, waar stukjes grafeen van enkele millimeters voldoende zijn en de kwaliteit belangrijk is. Op industrieel niveau kan deze methode niet worden gebruikt omdat het te intensief is.

### CVD
CVD, chemical vapor deposition, is een proces waarbij door een opdampproces een thin film (dunne laag materiaal) op een substraat wordt aangebracht. Er zijn meerdere manieren om met dit proces grafeen te produceren. Een daarvan is door siliciumcarbide (SiC) te verhitten tot zo’n 1300 graden celsius. Zo wordt het silicium verbrand en blijft er een dunne laag koolstof over.
Aan de TU Delft werd een andere methode bedacht waarbij methaan in contact werd gebracht met koper bij een temperatuur van 1000 graden celsius. Het methaan wordt dan ontbonden in koolstof en waterstofgas. Op het koper blijft zo een enkele laag koolstofatomen achter: grafeen. Dit is een economisch vele malen voordeligere manier om grafeen te produceren dan het eerder beschreven afschilferen.

### Overige technieken
Naast afschilfering en CVD zijn er nog legio andere technieken om grafeen te fabriceren. Welke methode het best kan worden gebruikt is afhankelijk van het gebruiksdoel van het grafeen. Een aantal van deze technieken zijn hydrothermale zelfassemblage, nanobuis-slicing, kooldioxide-reductie, spincoating en ion-implantatie.

## Geschiedenis
De theoretische studie van grafeen begon in 1947 toen Philip Russell Wallace het materiaal gebruikte als een voorbeeld voor berekeningen in de vastestoffysica. Hij voorspelde toen al de elektronische structuur en de lineaire-dispersierelatie, maar gebruikte het enkel als theoretisch model om de eigenschappen van grafiet beter te kunnen beschrijven. De verwachting was toen dat de bindingen tussen de koolstofatomen zo sterk waren dat een tweedimensionale laag niet stabiel zou kunnen bestaan en daardoor altijd tot een driedimensionaal object zou vervormen.
De golfvergelijking werd in 1956 bepaald en de gelijkenis van de dispersierelatie met de diracvergelijking werd in 1984 getrokken. Hierdoor wist men toen dat de ladingsdragers in grafeen geen effectieve massa zouden hebben.
In de jaren 70 was het mogelijk om een enkele laag grafeen epitaxaal te kweken. Door de sterke interactie met het substraat was het echter niet mogelijk om de bijzondere elektrische eigenschappen van grafeen te bepalen.
De naam grafeen dateert uit 1987 en werd gebruikt om de lagen grafiet te beschrijven waar verscheidene materialen tussen waren gevoegd. Het werd ook veelvuldig gebruikt in relatie tot koolstofnanobuizen, hetgeen opgerolde plaatjes grafeen zijn.
In de jaren tussen de eerste theoretische beschrijving en 2004, het jaar dat het materiaal voor het eerst werd geïsoleerd, werden er al wel zeer dunne lagen grafiet, bestaande uit enkele tientallen lagen grafeen, gemaakt en bestudeerd.
Sinds het artikel van Andre Geim en Konstantin Novoselov in 2004 werd gepubliceerd, heeft het onderzoek naar grafeen een grote vlucht genomen. Door de potentie van het materiaal voor zowel praktische toepassingen als fundamenteel onderzoek zijn universiteiten en bedrijven beide geïnteresseerd. Het aantal patentaanvragen en gepubliceerde artikelen nemen ieder jaar exponentieel toe.

## Mogelijke toepassingen
Grafeen bezit een aantal bijzondere eigenschappen die het interessant maken voor een verscheidenheid aan toepassingen. Het is zeer dun, extreem sterk, doorzichtig, flexibel en geleidend. Deze geleiding kan worden gemodificeerd door doteren of het aanbrengen van een elektrisch veld. 
De hoge mobiliteit van de elektronen maakt grafeen waarschijnlijk ook geschikt voor toepassingen met een zeer hoge elektrische frequentie. Doordat men steeds beter in staat is om grotere hoeveelheden grafeen te produceren, komt de implementatie van grafeen in het dagelijks leven steeds dichterbij.

### Elektronica
De meest genoemde potentiële toepassing van grafeen is in de elektronica. Zo zou het mogelijkerwijs silicium kunnen vervangen in transistors. Door de combinatie van transparantie en geleidbaarheid zou het ook een geschikt materiaal zijn voor het maken van touchscreens. Bijkomend voordeel is de flexibiliteit; het zou dus mogelijk zijn om flexibele touchscreens te maken.

### Waterzuivering
Door grafeen zo te manipuleren dat er gaten in ontstaan ter grootte van watermoleculen, zou het mogelijk zijn om zout uit water te filteren. Dit zou een veel zuinigere methode zijn dan de huidige ontziltingstechnieken, die veel energie verbruiken.

### Textiel
Door de elektrische geleidbaarheid en goede hechting aan katoen wordt er momenteel onderzoek verricht naar de mogelijkheden om grafeen toe te passen voor het maken van zogenaamde wearables. Zo is het bijvoorbeeld mogelijk geleidende inkt te maken die aangebracht kan worden op kleding.
Ander onderzoek is gericht op het sterker maken van zijde door zijderupsen kleine concentraties grafeen te voeren. Hoewel er nog meer onderzoek nodig is om aan te tonen hoe efficiënt dit proces is, is gebleken dat door een concentratie van 2% grafeen aan water toe te voegen de zijderupsen zijde produceren die twee keer zo sterk is als reguliere zijde en daarmee beter bestand tegen slijtage.

### Geneeskunde
Ook in de medische wereld zijn toepassingen voor grafeen bedacht. Het kan in het lichaam worden gebruikt voor onder andere medicijntransport. Dankzij het relatief grote oppervlak van grafeen, kunnen er (kanker)medicijnen aan vast gemaakt worden om vervolgens door het lichaam getransporteerd te worden door het grafeen.